# ماریا کیمبرلی
ماریا کیمبرلی (انگلیسی: Maria Kimberly؛ زادهٔ ۲۱ ژوئیهٔ ۱۹۴۴) با نام اصلی مِری اَن کیمرلی، بازیگر و مدل اهل ایالات متحده آمریکا است. از فیلم‌ها یا برنامه‌های تلویزیونی که وی در آن نقش داشته‌است، می‌توان به ترافیک اشاره کرد.

## زندگی‌نامه
او در تره‌هوت بزرگ شد و سپس به کلمبوس منتقل شد. او در اواخر دهه شصت و اوایل دهه هفتاد مدل معروفی بود. در دهه هفتاد، او برای سال‌ها معشوقهٔ الک ویلدنستاین، میلیاردر آمریکایی و صاحب گالری هنری پاریسی بود که پس از ملاقات با همسر آینده‌اش، جاسلین ویلدنستاین او را ترک کرد. اگرچه آن‌ها هیچ‌گاه ازدواج نکردند، الک وایلدنشتاین در نهایت به توافق مالی با کیمبِرلی رسید. در سال ۱۹۸۲، او با جِی لندسمن، تاجر املاک و وکیل، ازدواج کرد و به عنوان مری آن کیمرلی لندسمن در نیویورک زندگی کرد.